# Chalota
A chalota ou échalote é uma planta bulbosa do género Allium, originária da Ásia central. Seu nome vem de Ascalão, cidade da antiga Palestina de onde foi trazida para França durante a Primeira Cruzada. Como a maioria das plantas deste gênero, é utilizada com fins culinários. A parte comestível são os bulbos. O sabor é semelhante ao da cebola.

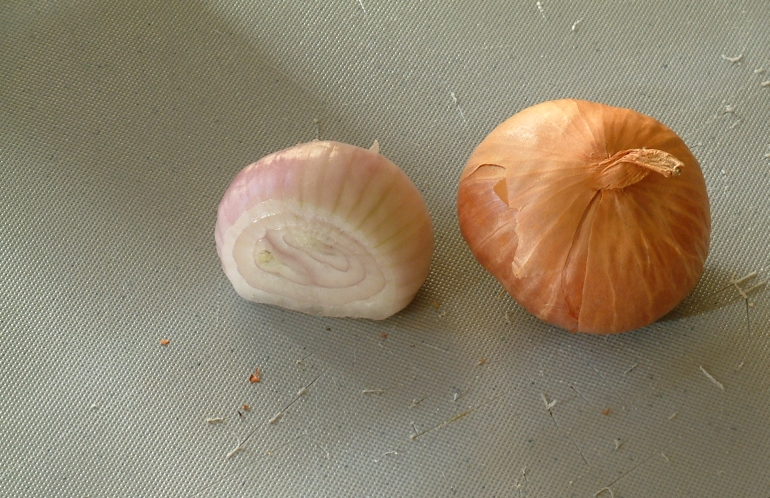
Bolbos de chalota

Existem dois tipos de echalota: a cinza da espécie Allium oschaninii e a rosa (também chamada echalota de Jersey) da espécie Allium ascalonicum.
As chalotas plantam-se como os alhos (dispondo "dentes" no chão, que se multiplicam em novos "dentes", formando "cabeça"). São oblongas, avermelhadas ou castanha-avermelhada, com 1,5 cm de diâmetro.  Parecem miniaturas de cebolas. Possuem um sabor semelhante ao da cebola, mas mais delicado, e são por isso usadas em vez da cebola em pratos e molhos mais refinados. É muito comum o seu uso na cozinha francesa, persa e nas de todo o sudeste asiático (Tailândia, Indonésia, Malásia, Brunei, Singapura e no sul da Índia).